# 1938 en science-fiction
| Années de la science-fiction : 1935 - 1936 - 1937 - 1938 - 1939 - 1940 - 1941    |
| Décennies de la science-fiction : 1900 - 1910 - 1920 - 1930 - 1940 - 1950 - 1960 |

L'année 1938 a été marquée, en matière de science-fiction, par les événements suivants.

## Naissances et décès

### Naissances
- 30 avril : Larry Niven, écrivain américain.

### Décès
- 25 décembre : Karel Čapek, écrivain tchèque (créateur du mot « robot »), né en 1890, mort à 48 ans.

## Événements
- La Guerre des mondes : dramatique radio écrite et racontée par Orson Welles, interprétée par la troupe du Mercury Theatre (en) et diffusée le 30 octobre 1938 sur le réseau CBS aux États-Unis.

## Prix
La plupart des prix littéraires de science-fiction actuellement connus n'existaient alors pas.

## Parutions littéraires

### Romans
- Au-delà de la planète silencieuse par C. S. Lewis.
- L'Homme élastique par Jacques Spitz.

### Nouvelles
- Hélène O'Loy par Lester del Rey.
- Hymne par Ayn Rand.
- Impulsion par Eric Frank Russell.

## Sorties audiovisuelles

### Films
- The Fighting Devil Dogs.
- Flash Gordon's Trip to Mars.
- Flight to Fame.
- Mars Attacks the World par Ford Beebe et Robert F. Hill.
- The Secret of Treasure Island.